# Кумолинский родусит-асбестовый карьер
Кумолинский родусит-асбестовый карьер — находится неподалеку от реки Кумола, впадающей в реку Балажезди, в 60 км к юго-западу от города Жезказган. В 1980—1982 годы был введен в государственный баланс. По геологической структуре расположен в Кумолинском синклинальном отложении. Состоит из слоев осадочных горных пород, образовавшихся в период нижнего перми. Делятся на свиты жиделисай (толщина 300—400 м), ушбулак (толщина 65—265 м), кенгир (толщина 400 м). Родусит-асбест встречается лишь в горных породах, которые составляют свиту ушбулак. Микроволокнистый родусит вынослив к воздействию атмосферы, химических, водных растворов и низкой температуры. Кумолинские родуситы стойкие к огню, химическими агрессивным веществам, влиянию радиации. Родусит-асбест с длинными и короткими волокнами используются в производстве противогазов, фильтрированных картонов, которые фильтруют радиоактивную пыль, отравляющий дым, бактерии и предотвращают их попадание в легкие. Плотный родусит используют при изготовлении ювелирных изделий и сувениров.